# Синодик
Сино́дики — специфічна категорія церковної літератури, важливе джерело для істориків.
- Тексти церковної відправи (яку чинили у першу неділю Великого посту), встановленої у Візантії в 843 на честь перемоги православної церкви над іконоборством. Містили переліки осіб, яким проголошувалася анафема або «вічна пам'ять».

В Україні у 15—16 століття були відомі як переклади грецьких синодиків, так і оригінальні тексти синодиків, що не спиралися на грецькі зразки.
Тексти синодиків є важливим джерелом для вивчення суспільно-політичних рухів, зокрема, боротьби церкви проти єресей.
- Синодик — список померлих для поминання за богослужбами в церкві (також поминальник, пом'яник) і, в окремому значенні, список єретиків, яких викликали у «Чині неділі православ'я» у першу неділю Великого посту.

Позаяк у синодиках переліки померлих осіб згруповані посімейно (породинно) і при цьому — у певному визначеному порядку, тому синодики є безцінним джерелом для дослідників у сфері генеалогії. Вони дозволяють визначити ступінь спорідненості, характер сімейних зв'язків записаних у синодиках осіб.
- Передмови до пом'яників.